# Weicher Täubling
Der Weiche Täubling (Russula mollis, Syn.: Russula olivascens  auct. pp) ist ein Pilz aus der Familie der Täublingsverwandten (Russulaceae). Es ist ein ziemlich kleiner Täubling mit mild schmeckendem, leicht grauendem Fleisch und ockergelbem Sporenpulver. Der Hut ist gelbgrün oder olivgrün gefärbt. Der sehr seltene Täubling wächst im Laubwald bei Hainbuchen oder Linden.

## Merkmale

### Makroskopische Merkmale
Der ziemlich fleischige und zerbrechliche Hut ist 4–6 (7) cm breit, erst gewölbt und dann flach ausgebreitet. Die Huthaut ist mehr oder weniger glänzend und vorwiegend grün, gelbgrün oder olivgrün gefärbt. Die Hutmitte ist bisweilen intensiver gefärbt, der Rand kann mehr verwaschen violett gefärbt oder rötlich gefleckt sein.
Die Lamellen sind lebhaft gelb gefärbt und haben oft einen orangefarbenen Schimmer. Das Sporenpulver ist ockergelb (IVbc nach Romagnesi).
Der ziemlich zylindrische, weiße Stiel ist 5–8 cm hoch und 1 (1,5) cm breit. Unterhalb der Lamellen kann er etwas erweitert sein. Nach Berührung oder bei Durchfeuchtung verfärbt sich der Stiel weißgrau. Auch das Fleisch ist weiß und kann mehr oder weniger grauen. Der Geruch ist leicht fruchtig, im Alter auch süß honigartig und bisweilen fast unangenehm. Die Guajakreaktion ist positiv, mit Eisensulfat verfärbt sich das Fleisch schmutzig grau.

### Mikroskopische Merkmale
Die Sporen sind etwa 7–9 µm lang und 5,5–7 µm breit. Sie sind mit stacheligen, bis zu 1 µm hohen Warzen besetzt, die ziemlich isoliert stehen, aber manchmal durch feine Linien spärlich verbunden sind.
Die bis zu 85 (100) µm langen und 8–10 (12) µm breiten Zystiden sind wenig charakteristisch, bisweilen sind sie etwas verlängert und mehr oder weniger spindelförmig. Die Hyphenendzellen der Huthaut sind 2–3 (5) µm breit, zylindrisch oder leicht keulig bis eingeschnürt. Die Spitze ist mehr oder weniger nippelförmig. Die Primordialhyphen  sind 4–5 (7) µm breit und ohne besondere Merkmale, die Inkrustierung ist mehr oder weniger instabil. Die Subcutis ist filamentös. Caulozystiden und Laticiferen lassen sich mit Sulfobenzaldehyd anfärben.

## Artabgrenzung
Der Gelbgrüne Leder-Täubling (Russula luteoviridans) sieht sehr ähnlich aus, ist aber meist deutlich größer und wächst außerdem im Nadelwald. Sehr ähnlich ist auch der Grünverfärbende Täubling (Russula postiana), der aber normalerweise in Bergnadelwäldern unter Fichten wächst, größere Sporen besitzt und sich außerdem durch die Anatomie seiner Huthaut unterscheidet.

## Ökologie und Verbreitung
Der Mykorrhizapilz soll in Laubwäldern bevorzugt bei Hainbuchen und Linden vorkommen und ziemlich kalkliebend sein. Der sehr seltene Täubling wurde in Bulgarien, Frankreich, Deutschland, Dänemark und der Ukraine nachgewiesen.

## Systematik
Russula mollis wurde 1883 durch den französischen Mykologen L. Quélet erstmals beschrieben. Die Art wurde von späteren Autoren sehr unterschiedlich interpretiert. Viele Autoren haben den Täubling mit Russula olivascens synonymisiert, andere halten ihn für synonym zu Russula luteoviridans G Martin, der seinerseits unterschiedlich interpretiert wird. Russula mollis wird hier im Sinne von Romagnesi verstanden.

### Infragenetische Systematik
Romagnesi stellt den Täubling in seine Sektion Polychromae und dort in die Untersektion Integroidinae. Auch bei Bon steht der Täubling in der Untersektion Integroidinae, die bei ihm aber in der Sektion Lilaceae steht. Der Weiche Täubling ist der kleinste Vertreter der Untersektion, deren Vertreter stets mild schmeckendes Fleisch und ockergelbes Sporenpulver haben. Der Hüte können sehr variabel gefärbt sein.

## Bedeutung
Als mild schmeckender Täubling ist der Weiche Täubling wohl essbar.